# Euphyia bellissimaria
Euphyia bellissimaria är en fjärilsart som beskrevs av Stätt 1930. Euphyia bellissimaria ingår i släktet Euphyia och familjen mätare. Inga underarter finns listade i Catalogue of Life.